# Extreme Ultraviolet Explorer
L'Extreme Ultraviolet Explorer (EUVE) è stato un telescopio spaziale per l'osservazione del cielo alle lunghezze d'onda della radiazione ultravioletta (UV), lanciato il 7 giugno 1992. Poiché le sue strumentazioni erano state tarate per osservare nel range compreso tra 7 e 76 nm, la EUVE è stata la prima missione spaziale appositamente studiata per osservare nell'ultravioletto ad onda corta. Il satellite ha osservato circa 350 oggetti prima del rientro in atmosfera il 30 gennaio 2002.

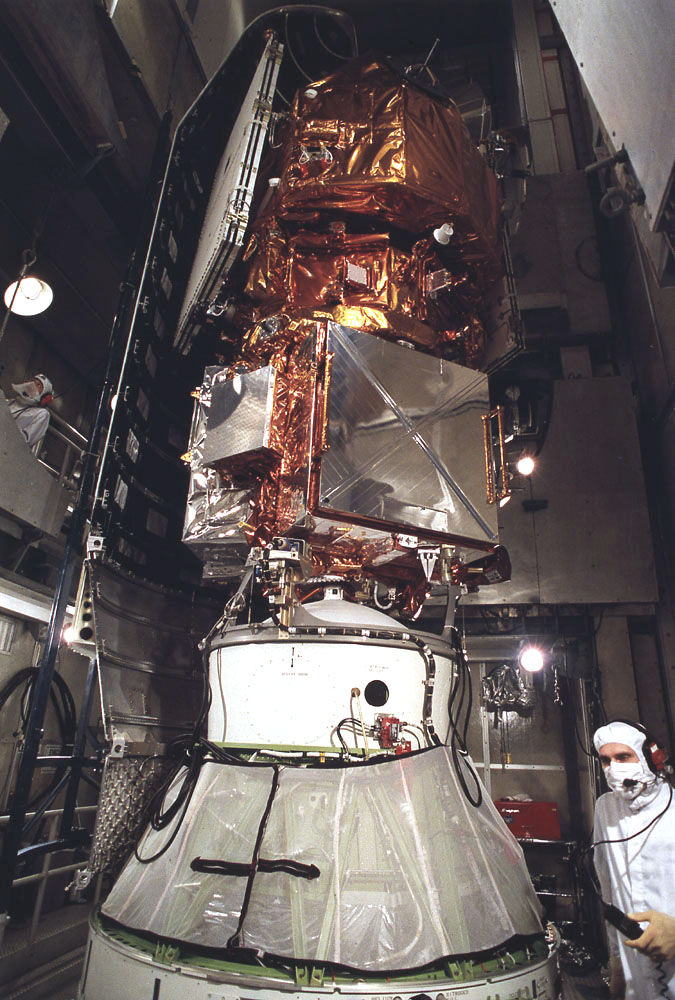
Il telescopio EUVE prima del lancio.

## Obiettivi della missione
Gli obiettivi della missione comprendevano delle aree differenti di osservazione nel range di frequenze dell'ultravioletto estremo (EUV, acronimo di Extreme Ultraviolet):
- Riuscire ad analizzare tutto il cielo nell'ultravioletto estremo
- Compiere un'analisi profonda del range EUV su due distinte bande separate
- Compiere delle osservazioni spettroscopiche degli oggetti scoperti dalle precedenti missioni
- Osservare le sorgenti di EUV come le nane bianche più calde e le stelle con corona
- Studiare la composizione del mezzo interstellare utilizzando la spettroscopia EUV
- Capire se sia utile creare, in seguito, un altro telescopio EUV più sensibile

## Strumentazione
Il satellite EUVE possedeva tre telescopi ultravioletti, con incidenza perpendicolare, di 188 kg ciascuno, e uno spettrometro di 323 kg. I telescopi hanno realizzato delle mappe del cielo con una precisione di 0,1 gradi d'arco; lo spettrometro ha condotto osservazioni in direzione opposta al Sole, al largo dell'eclittica, realizzando uno studio a due bande, comprese tra 8 e 50 nm.